# مسمى الصداق

## تسمية المهر
تسمية المهر عند علماء الفقه بمعنى: «تحديد المهر، وتعيينه، وضبطه بما يعلم به قدرا وصفة» والتسمية الصحيحة هي: التي يكون فيها المسمى مما له قيمة مالية، بتحديد جنسه، ونوعه، وقدره، ضبط صفاته التي يكون بها معلوما، ومميزا في كل بما يناسبه.
ويستحب تسمية المهر في عقد النكاح. بذكر ماهو؟، كم هو؟، لأن النبي ﷺ لم يخل نكاحا من تسمية، ولما في ذلك من اجتناب ما قد يحتمل من خصومة. وإذا جرى العقد بعد تحديد المهر؛ صح العقد بذلك المسمى. وإذا لم يسم المهر؛ فالعقد صحيح أيضا، ويحدد المهر بعد ذلك.

## المسمى الصحيح للصداق
المسمى الصحيح للصداق عند علماء الفقه هو: «كل ما له قيمة مالية، قليلا كان أو كثيراً» 
و«كل ما صح مبيعاً صح صداقا»

### شروط المسمى الصحيح
1. أن يكون له قيمة مالية، قليلا كان أو كثيراً، نقداً أو عرضا أو منفعة.
2. أن يكون معلوما.
3. أن يكون طاهرا.
4. أن يكون منتفعا به.
5. أن يكون مملوكا.
6. أن يكون للعاقد عليه ولاية.

### المسمى الفاسد
مسمى الصداق الصحيح هو: الذي توفرت فيه شروط صحته، وضده الفاسد، مثل: المجهول، أو النجس.

## مقدار المهر
لم يحدد الشرع الإسلامي قدرا معلوما للصداق، فيصح بكل ما له قيمة مالية، قليلا كان أو كثيراً، من غير تحديد، وهو مذهب الجمهور خلافا لمذهب أبي حنيفة حيث يشترط في المهر ألا ينقص عن عشرة دراهم. والأفضل ألا يزيد المهر عن خمسمائة درهم. حيث لم يزد صداق النَبي ﷺ لزوجاته أمهاتِ المؤمنين رضي الله عنهن على خمسمائة درهم فضة، إلا مهر أم المؤمنين أم حبيبة (رملة بنت أبي سفيان) فقد كان مهرها: أربعمائة دينار ذهب، أهداها له النجاشي (ملك الحبشة)  ولم يزد مهر بناته ﷺ عن خمسمائة درهم. وكان مهر ابنته فاطمة الزهراء (رضي الله عنها) خمسمائة درهم أيضًا، في أصح الروايات.

## الزواج بيسير المهر
حث الشرع الإسلامي على تيسير المهر وعدم المبالغة أو المغالات فيه. وقد ثبت في الصحيحين، وغيرهما أن رسول الله ﷺ زوج رجلا بما يحفظ من القرآن، وهذا لبيان الجواز، مع أفضلية التيسير.
| عن سهل بن سعد قال جاءت امرأة إلى رسول الله ﷺ فقالت: "إني وهبت من نفسي" -فقامت طويلا- فقال رجل: زوجنيها إن لم تكن لك بها حاجة، قال: 《هل عندك من شيء تصدقها؟ 》 قال: ما عندي إلا إزاري فقال: 《إن أعطيتها إياه جلست لا إزار لك فالتمس شيئا》فقال: ما أجد شيئا فقال: 《التمس ولو خاتما من حديد》 فلم يجد فقال: 《أمعك من القرآن شيء؟》 قال: نعم سورة كذا وسورة كذا لسور سماها فقال: 《قد زوجناكها بما معك من القرآن》. |
| —صحيح البخاري |

وقد ثبت عن عمر بن الخطاب رضي الله عنه أنه لما رأى مغالات الناس في المهور؛ بين لهم أن المبالغة في مقدار صداق المرأة؛ هو خلاف الأفضل، وأن التيسير في المهر هو الأفضل، ولم يحدد مقدار المهر، عند ما رأى مغالات الناس في المهور؛ لأنه كان يدرك تماماً أن الله تعالى، شرع المهر بغير تحديد. وقال:
| مسمى الصداق | ألا لا تغالوا في صدقة النساء، فإنها لو كانت مكرمة في الدنيا، أو تقوى عند الله؛ لكان أولاكم بها نبي الله ﷺ ، ما علمت رسول الله ﷺ نكح شيئا من نسائه، ولا أنكح شيئاً من بنا ته على أكثرمن اثنى عشر أوقية | مسمى الصداق |

رواه أبو داود، والترمذي، والنسائي، ومحمد بن ماجه، وقال أبو عيسى الترمذي: «هذا حديث حسن صحيح» وقال الترمذي ايضاً: «الأوقية: أربعون درهماً».

## معنى نحلة
قال الله تعالى:
﴿وَآتُوا النِّسَاءَ صَدُقَاتِهِنَّ نِحْلَةً فَإِنْ طِبْنَ لَكُمْ عَنْ شَيْءٍ مِنْهُ نَفْسًا فَكُلُوهُ هَنِيئًا مَرِيئًا ۝٤﴾ [النساء:4]
معنى نحلة: عطية مبتدأة، ومنحة من الله تعالى للمرأة. وفي الآية الإنكار على ما كان في الجاهلية من أخذ حق المرأة في المهر، فجعل الله تعالى لها المهر حقاً مفروضا على الزوج، وأمره أن يعطيها هذا الحق على جهة الإلزام، فليس المهر هدية من الزوج، بل هو منحة وعطية من الله تعالى، حيث أنه فرض المهر على الزوج. فالمهر ليس مقابل الإستمتاع، لأن كلا الزوجين يستمتع بالآخر. وإنما هو فريضة فرضها الله تعالى للمرأة، فهو الذي حكم بين عباده، ولا راد لقضائة، ولا معقب لحكمه، وهو أعلم بشؤون عباده، ومصالحهم، وفي هذا ما يدل على إحسان الله تعالى بالمرأة، والرفق بها، وليس المفروض على الزوج المهر فقط، بل ألزمه الله تعالى بالإنفاق على المرأة، وكسوتها. لأنها تتحمل مسؤلية بيتها، ومنزلها وأولادها، ويعرض لها الحمل، والولادة، كما أنها أضعف من الرجل، في القدرة على السعي لطلب الرزق، وكل هذا يجعل حاجتها إلى المال أكثر من حاجة الرجل. بالإضافة إلى أن المرأة أكثر منه حاجة إلى اللباس، والزينة، وغير ذلك. وأما ما قد يعطى الرجل -أحيانا- من الإرث في الإسلام بقدر أكثر من المرأة؛ فلأنه يتحمل أعباء المسؤولية، ودفع المهر، والنفقة، وغير ذلك مما لم يفرضه الله تعالى على المرأة. وبهذا تظهر حكمة الله تعالى، وعدله فيما فضل بعضهم على بعض.

## نكاح الشغار
نكاح الشغار هو: أن يتزوج الرجلان كل واحد منهما بابنة الآخر، أو أخته، بغير مهر، بل على وجه (المبادلة) وهو: حرام. وقد عرفه الفقهاء بأنه: تزوج كلا رجلين بابنة الآخر أو أخته، ولا صداق بينهما، بل على أن يكون مهر كل منهما هو: بذل المرأة للآخر.